# Rada bogów
Rada bogów – niemiecki dramat filmowy w reżyserii Kurta Maetziga z 1950 roku.

## Nagrody
1950: Specjalny Dyplom Honorowy na Międzynarodowym Festiwalu Filmowym w Karlowych Warach